# Campionato europeo di pallanuoto 2022 (maschile)
Il campionato europeo di pallanuoto 2022 è stata la 35ª edizione del torneo; si è svolto a Spalato nella Spaladium Arena dal 29 agosto al 10 settembre 2022.

## Formula
Le 16 nazionali sono state divise in quattro gironi da quattro. Le prime classificate di ogni girone accedevano direttamente ai quarti di finali. Le seconde e le terze si affrontavano in play-off per l'accesso ai quarti di finale

## Squadre partecipanti
Sono state ammesse di diritto alla fase finale le seguenti nazionali:
- Croazia, paese ospitante
- Ungheria, vincitrice dell'Europeo 2020
- Spagna, 2ª classificata all'Europeo 2020
- Montenegro, 3ª classificata all'Europeo 2020
- Serbia, 5ª classificata all'Europeo 2020
- Italia, 6ª classificata all'Europeo 2020
- Grecia, 7ª classificata all'Europeo 2020
- Russia, 8ª classificata all'Europeo 2020

Gli altri otto posti disponibili sono stati assegnati tramite le qualificazioni.

- Francia
- Georgia
- Germania
- Israele
- Malta
- Paesi Bassi
- Romania
- Slovacchia

A seguito dell'estromissione della Russia, il suo posto è stato preso dalla nazionale slovena su invito.
- Slovenia

## Sorteggio
Il sorteggio dei gruppi si è tenuto il 23 aprile 2022.

### Gruppi
| Gruppo A                             | Gruppo B                     | Gruppo C                            | Gruppo D                         |
| ------------------------------------ | ---------------------------- | ----------------------------------- | -------------------------------- |
| Montenegro Italia Georgia Slovacchia | Croazia Grecia Francia Malta | Spagna Paesi Bassi Romania Germania | Ungheria Serbia Israele Slovenia |

## Fase preliminare

### Gruppo A
| Pos. | Squadra    | Pt | G | V | N | P | GF | GS | DR  |
| ---- | ---------- | -- | - | - | - | - | -- | -- | --- |
| 1.   | Italia     | 9  | 3 | 3 | 0 | 0 | 52 | 25 | +27 |
| 2.   | Montenegro | 6  | 3 | 2 | 0 | 1 | 40 | 34 | +6  |
| 3.   | Georgia    | 3  | 3 | 1 | 0 | 2 | 35 | 43 | -8  |
| 4.   | Slovacchia | 0  | 3 | 0 | 0 | 3 | 30 | 55 | -25 |

| Data     | Ora   | Gara       | Gara  | Gara       |
| -------- | ----- | ---------- | ----- | ---------- |
| 29-08-22 | 10:30 | Georgia    | 11-14 | Montenegro |
| 29-08-22 | 15:30 | Italia     | 21-9  | Slovacchia |
| 31-08-22 | 14:00 | Montenegro | 18-10 | Slovacchia |
| 31-08-22 | 17:00 | Italia     | 18-8  | Georgia    |
| 02-09-22 | 10:30 | Georgia    | 16-11 | Slovacchia |
| 02-09-22 | 19:00 | Italia     | 13-8  | Montenegro |

### Gruppo B
| Pos. | Squadra | Pt | G | V | N | P | GF | GS | DR  |
| ---- | ------- | -- | - | - | - | - | -- | -- | --- |
| 1.   | Croazia | 7  | 3 | 2 | 1 | 0 | 37 | 17 | +20 |
| 2.   | Grecia  | 5  | 3 | 1 | 2 | 0 | 42 | 23 | +19 |
| 3.   | Francia | 4  | 3 | 1 | 1 | 1 | 34 | 33 | +1  |
| 4.   | Malta   | 0  | 3 | 0 | 0 | 3 | 19 | 59 | -40 |

| Data     | Ora   | Gara    | Gara  | Gara    |
| -------- | ----- | ------- | ----- | ------- |
| 29-08-22 | 19:00 | Grecia  | 12-12 | Francia |
| 29-08-22 | 21:00 | Malta   | 5-19  | Croazia |
| 31-08-22 | 10:30 | Grecia  | 25-6  | Malta   |
| 31-08-22 | 20:30 | Croazia | 13-7  | Francia |
| 02-09-22 | 15:30 | Malta   | 8-15  | Francia |
| 02-09-22 | 20:30 | Grecia  | 5-5   | Croazia |

### Gruppo C
| Pos. | Squadra     | Pt | G | V | N | P | GF | GS | DR  |
| ---- | ----------- | -- | - | - | - | - | -- | -- | --- |
| 1.   | Spagna      | 9  | 3 | 3 | 0 | 0 | 44 | 25 | +19 |
| 2.   | Paesi Bassi | 4  | 3 | 1 | 1 | 1 | 35 | 29 | +6  |
| 3.   | Romania     | 4  | 3 | 1 | 1 | 1 | 32 | 32 | 0   |
| 4.   | Germania    | 0  | 3 | 0 | 0 | 3 | 16 | 41 | -25 |

| Data     | Ora   | Gara        | Gara  | Gara        |
| -------- | ----- | ----------- | ----- | ----------- |
| 29-08-22 | 09:00 | Romania     | 9-16  | Spagna      |
| 29-08-22 | 17:00 | Germania    | 6-13  | Paesi Bassi |
| 31-08-22 | 12:00 | Paesi Bassi | 10-11 | Spagna      |
| 31-08-22 | 15:30 | Romania     | 11-4  | Germania    |
| 02-09-22 | 14:00 | Germania    | 6-17  | Spagna      |
| 02-09-22 | 17:00 | Romania     | 12-12 | Paesi Bassi |

### Gruppo D
| Pos. | Squadra  | Pt | G | V | N | P | GF | GS | DR  |
| ---- | -------- | -- | - | - | - | - | -- | -- | --- |
| 1.   | Ungheria | 9  | 3 | 3 | 0 | 0 | 62 | 18 | +44 |
| 2.   | Serbia   | 6  | 3 | 2 | 0 | 1 | 42 | 25 | +17 |
| 3.   | Israele  | 3  | 3 | 1 | 0 | 2 | 16 | 46 | -30 |
| 4.   | Slovenia | 0  | 3 | 0 | 0 | 3 | 18 | 49 | -31 |

| Data     | Ora   | Gara     | Gara | Gara     |
| -------- | ----- | -------- | ---- | -------- |
| 29-08-22 | 12:00 | Serbia   | 18-3 | Israele  |
| 29-08-22 | 14:00 | Ungheria | 23-7 | Slovenia |
| 31-08-22 | 09:00 | Slovenia | 5-9  | Israele  |
| 31-08-22 | 19:00 | Serbia   | 7-16 | Ungheria |
| 02-09-22 | 09:00 | Ungheria | 23-4 | Israele  |
| 02-09-22 | 12:00 | Serbia   | 17-6 | Slovenia |

## Fase finale
| Playoff                      | Playoff                      |                              |                              | Quarti di finale             | Quarti di finale             |  |          | Semifinali                   | Semifinali                   |                              |                              | Finale                       | Finale                       |
|                              |                              |                              |                              |                              |                              |  |          |                              |                              |                              |                              |                              |                              |
|                              |                              |                              |                              | 1D Ungheria                  | 11                           |  |          |                              |                              |                              |                              |                              |                              |
| 2A Montenegro                | 13                           |                              |                              | 2A Montenegro                | 8                            |  |          |                              |                              |                              |                              |                              |                              |
| 3C Romania                   | 8                            |                              |                              |                              |                              |  | Ungheria | 10                           |                              |                              |                              |                              |                              |
| 2B Grecia                    | 22                           |                              |                              |                              |                              |  | Spagna   | 8                            |                              |                              |                              |                              |                              |
| 3D Israele                   | 9                            |                              |                              | 1C Spagna                    | 9                            |  |          |                              |                              |                              |                              |                              |                              |
|                              |                              |                              |                              | 2B Grecia                    | 5                            |  |          |                              |                              |                              |                              |                              |                              |
|                              |                              |                              |                              |                              |                              |  |          |                              |                              |                              | Ungheria                     | 9                            |                              |
|                              |                              |                              |                              |                              |                              |  |          |                              |                              |                              | Croazia                      | 10                           |                              |
|                              |                              |                              |                              | 1B Croazia                   | 15                           |  |          |                              |                              |                              |                              |                              |                              |
| 3A Georgia                   | 12                           |                              |                              | 3A Georgia                   | 5                            |  |          |                              |                              |                              |                              |                              |                              |
| 2C Paesi Bassi               | 8                            |                              |                              |                              |                              |  | Croazia  | 11                           |                              |                              |                              |                              |                              |
| 3B Francia                   | 10                           |                              |                              |                              |                              |  | Italia   | 10                           |                              |                              | Finale per il 3º posto       | Finale per il 3º posto       |                              |
| 2D Serbia                    | 9                            |                              |                              | 1A Italia                    | 16                           |  |          |                              |                              |                              | Spagna                       | 7                            |                              |
|                              |                              |                              |                              | 3B Francia                   | 8                            |  |          |                              |                              |                              |                              | Italia                       | 6                            |
|                              |                              |                              |                              |                              |                              |  |          |                              |                              |                              |                              |                              |                              |
| Incontri dal 9º al 12º posto | Incontri dal 9º al 12º posto | Incontri dal 9º al 12º posto | Incontri dal 9º al 12º posto | Incontri dal 9º al 12º posto | Incontri dal 9º al 12º posto |  |          | Incontri dal 5º all'8º posto | Incontri dal 5º all'8º posto | Incontri dal 5º all'8º posto | Incontri dal 5º all'8º posto | Incontri dal 5º all'8º posto | Incontri dal 5º all'8º posto |
|                              |                              |                              |                              |                              |                              |  |          |                              |                              |                              |                              |                              |                              |
| Romania (dtr)                | 11                           |                              |                              | Romania                      | 1                            |  |          | Montenegro                   | 12                           |                              |                              | Grecia                       | 10                           |
| Israele                      | 10                           |                              |                              | Serbia                       | 17                           |  |          | Grecia                       | 14                           |                              |                              | Francia                      | 8                            |
|                              |                              |                              |                              |                              |                              |  |          |                              |                              |                              |                              |                              |                              |
| Paesi Bassi                  | 11                           |                              | Israele                      | 7                            |                              |  | Georgia  | 5                            |                              | Montenegro                   | 14                           |                              |                              |
| Serbia (dtr)                 | 12                           |                              |                              | Paesi Bassi                  | 17                           |  |          | Francia                      | 7                            |                              |                              | Georgia                      | 11                           |

|  | 13º-16º posto | 13º-16º posto | 13º-16º posto |       |          | Incontro per il tredicesimo posto  | Incontro per il tredicesimo posto  | Incontro per il tredicesimo posto  |  |
|  |               |               |               |       |          |                                    |                                    |                                    |  |
|  | 4A Slovacchia | 4A Slovacchia | 7             |       |          |                                    |                                    |                                    |  |
|  | 4A Slovacchia | 4A Slovacchia | 7             |       |          |                                    |                                    |                                    |  |
|  | 4C Germania   | 4C Germania   | 18            |       |          |                                    |                                    |                                    |  |
|  | 4C Germania   | 4C Germania   | 18            |       | Germania | Germania                           | 14                                 |                                    |  |
|  |               |               |               |       | Germania | Germania                           | 14                                 |                                    |  |
|  |               |               | Malta         | Malta | 11       |                                    |                                    |                                    |  |
|  | 4B Malta      | 4B Malta      | Malta         | Malta | 11       | 13                                 |                                    |                                    |  |
|  | 4B Malta      | 4B Malta      |               |       |          | 13                                 |                                    |                                    |  |
|  | 4D Slovenia   | 4D Slovenia   | 9             |       |          | Incontro per il quindicesimo posto | Incontro per il quindicesimo posto | Incontro per il quindicesimo posto |  |
|  | 4D Slovenia   | 4D Slovenia   | 9             |       |          |                                    |                                    |                                    |  |
|  |               |               |               |       |          |                                    |                                    |                                    |  |
|  |               |               |               |       |          | Slovacchia                         | Slovacchia                         | 11                                 |  |
|  |               |               |               |       |          | Slovacchia                         | Slovacchia                         | 11                                 |  |
|  |               |               |               |       |          | Slovenia                           | Slovenia                           | 5                                  |  |

## Classifica finale
| Pos. | Squadra     |
| ---- | ----------- |
|      | Croazia     |
|      | Ungheria    |
|      | Spagna      |
| 4    | Italia      |
| 5    | Grecia      |
| 6    | Francia     |
| 7    | Montenegro  |
| 8    | Georgia     |
| 9    | Serbia      |
| 10   | Romania     |
| 11   | Paesi Bassi |
| 12   | Israele     |
| 13   | Germania    |
| 14   | Malta       |
| 15   | Slovacchia  |
| 16   | Slovenia    |